# Gołoty (województwo mazowieckie)

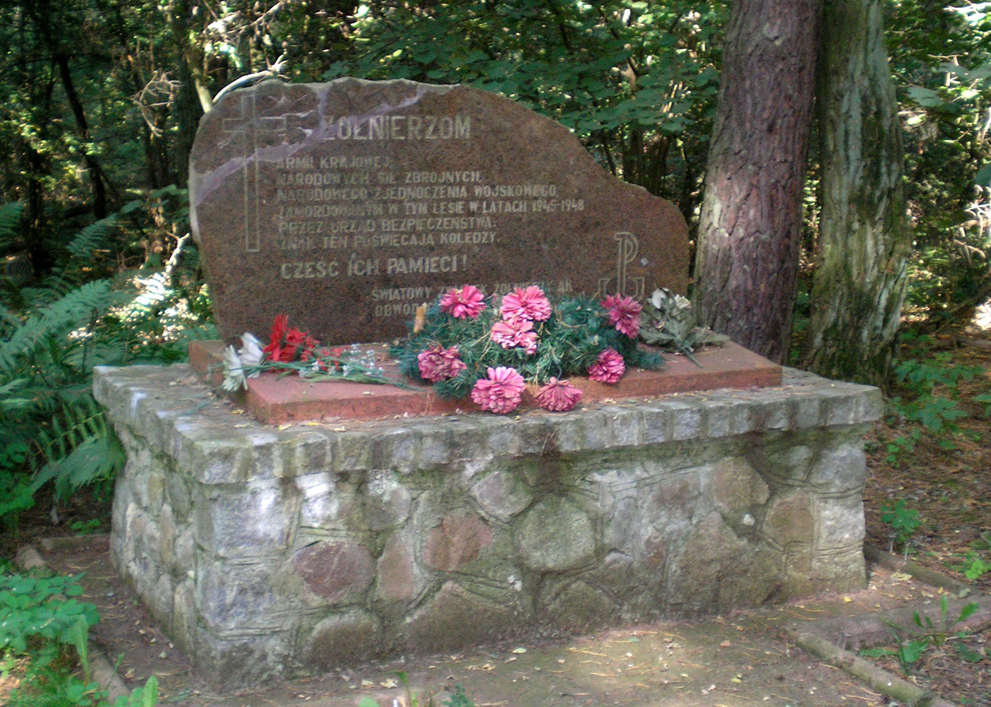
Pomnik upamiętniający mord UB na żołnierzach AK, NSZ oraz NZW

Gołoty – wieś (do 14 lutego 2002 gajówka) w Polsce położona w województwie mazowieckim, w powiecie ciechanowskim, w gminie Ciechanów.
Wieś nie ma statusu sołectwa.
W latach 1975–1998 miejscowość administracyjnie należała do województwa ciechanowskiego. 15 lutego 2002 ówczesna gajówka Gołoty stała się wsią.
W okolicznym lesie, w latach 1945–1948 oddziały UB mordowały żołnierzy Armii Krajowej, Narodowych Sił Zbrojnych oraz Narodowego Zjednoczenia Wojskowego. 